# Zammel
Zammel is een dorp in de Belgische provincie Antwerpen. Het dorp ligt in het uiterste zuiden van de stad Geel, bij de Grote Nete.

## Bezienswaardigheden

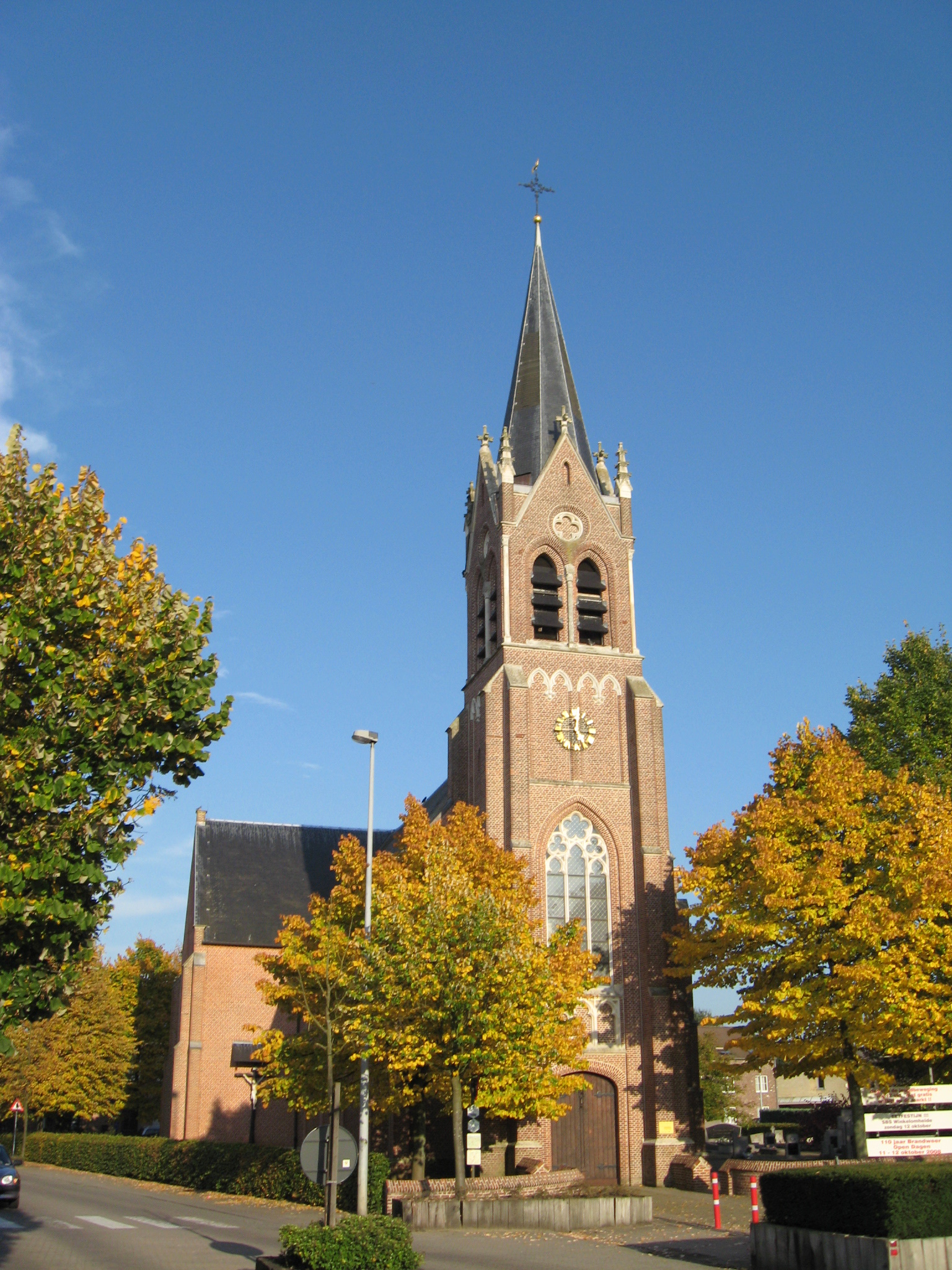
Sint-Laurentiuskerk te Zammel

- De Sint-Laurentiuskerk. In Zammel stond vanaf de middeleeuwen een aan Sint-Laurentius gewijde kapel. Deze werd in 1536 verheven tot parochiekerk. In 1795 werd ze gesloopt wegens bouwvalligheid en in 1847 herbouwd in vroege neogotiek, naar een ontwerp van Eugeen Gife. De toren werd in 1864 voltooid en was een ontwerp van J. van Gastel. In 1998 kwam een restauratie gereed. De kerk bezit neogotisch meubilair uit 1846 en een eiken preekstoel in barokstijl uit omstreeks 1630 van de hand van E. Verbuecken en een orgel van Henri De Volder uit 1849. Het De Volder orgel bevat nog een authentiek 'Viola di gamba'-register van De Volder, wat een grote zeldzaamheid is.

- De Sint-Dimpnakapel bevindt zich aan de Sint-Gerebernusstraat tussen Zammel en Oosterlo. Volgens de legende verbleef Dimpna hier in een kluizenaarshut totdat zij door haar vader werd ontdekt. Hier ontstond dan ook een bedevaartsplaats met een kapel en een Sint-Dimpnaput, aan het water waarvan miraculeuze krachten werden toegekend. Bij het kapelletje werd in 1627 een linde geplant. In 1697 werd een grotere kapel met strodak ingehuldigd. Ze werd vernieuwd in 1780, waarbij een leien dakbedekking werd aangebracht. Omstreeks 1870 werd de kerk verbouwd en na de Tweede Wereldoorlog werd er een rechterportaal aan toegevoegd. In 1990 werd de kapel gerestaureerd. De kapel bezit een gepolychromeerd kruisbeeld uit het begin van de 18e eeuw en een Sint-Dimpna-altaar van gemarmerd hout uit 1711 dat geschonken werd door Anthoon Hendrickx.

## Natuur en landschap
Ten zuiden van Zammel ligt het natuurgebied Zammelsbroek nabij de Grote Nete.

## Nabijgelegen kernen
- Oosterlo, Westerlo, Geel Punt, Veerle, Varendonk

Zammel hoort bij de gemeente Geel en grenst zowel aan de gemeente Westerlo als aan de gemeente Laakdal.